# Lorenzana (Lugo)
Lorenzana (en gallego y oficialmente, Lourenzá) es un municipio español perteneciente a la provincia de Lugo, en la comunidad autónoma de Galicia. Se sitúa en la comarca de la Mariña Central.

## Símbolos
El escudo heráldico y la bandera que representan al municipio fueron aprobados en 2014. El escudo sigue el siguiente blasón:

De sinople (verde), un báculo con su velo abacial, todo al natural, resaltado de dos espigas de oro (amarillo), dispuestas en aspa, y flanqueado en el eje de dos veneras de plata (blanco). Al timbre, corona real cerrada.
Diario Oficial de Galicia n.º 200 de 20 de octubre de 2014

La descripción textual de la bandera es la siguiente:

Paño verde con el consabido báculo y el velo abacial, resaltado de las dos espigas amarillas dispuestas en aspa, y flanqueado en lo alto de las dos veneras blancas, terciado al batiente de amarillo.
Diario Oficial de Galicia n.º 200 de 20 de octubre de 2014

## Geografía
Integrado en la comarca de Mariña Central, su capital, Villanueva de Lorenzana, se sitúa a 66 kilómetros de Lugo. El término municipal está atravesado por la Autovía del Cantábrico (A-8) y por la carretera N-634, entre los pK 574 y 583, además de por las carreteras provinciales LU-122, que se dirige hacia A Pastoriza, LU-132, que conecta con Trabada, LU-160 (Mondoñedo-Ferreira) y LU-153, que une la capital municipal con la LU-160, sin olvidar otras carreteras locales que permiten la comunicación dentro del municipio. 
El valle del río Masma ocupa la mayor parte del territorio, además de las sierras del Macizo Galaico que lo limitan, entre las que destaca la sierra da Cadeira al este, en el límite con Trabada. En la dirección suroeste-noroeste discurre el río Baos desde su nacimiento en el municipio de Mondoñedo, hasta Mazúa (San Xurxo), en donde se le une su afluente el río Batán, que nace en el término municipal de Riotorto. Desde Mazúa, irá el Baos hacia el noroeste hasta su confluencia con el Masma La altitud oscila entre los 700 metros al sureste, en la sierra da Cadeira, y los 25 metros a orillas del río Masma. La capital municipal, Villanueva de Lorenzana, se alza a 55 metros sobre el nivel del mar. 
| Noroeste: Mondoñedo | Norte: Foz    | Nordeste: Barreiros         |
| Oeste: Mondoñedo    |               | Este: Trabada               |
| Suroeste: Mondoñedo | Sur: Riotorto | Sureste: Trabada y Riotorto |

## Geografía humana

### Demografía
Cuenta con una población de 2098 habitantes (INE 2024).
| Gráfica de evolución demográfica de Lourenzá entre 1842 y 2021 |
| |
| Población de derecho según los censos de población del INE Población de hecho según los censos de población del INEEn estos censos se denominaba Lorenzana: 1842, 1857, 1860, 1877, 1887, 1897, 1900, 1910, 1920, 1930, 1940, 1950, 1960, 1970 y 1981 |

## Organización territorial
El municipio está formado por ciento tres entidades de población distribuidas en cuatro parroquias:
- Lorenzana (Santa María)[9][10]
- San Adriano de Lorenzana[9][10]
- San Jorge de Lorenzana[9][10]
- Santo Tomé de Lorenzana[9][10]

## Patrimonio
- Monasterio de San Salvador. Declarado bien de interés cultural el 30 de agosto de 1994.
- Castillo de Tovar. Declarado bien de interés cultural el 17 de octubre de 1994.

## Ríos
- Río Masma
- Río Baos
- Río Batán

## Galería fotográfica

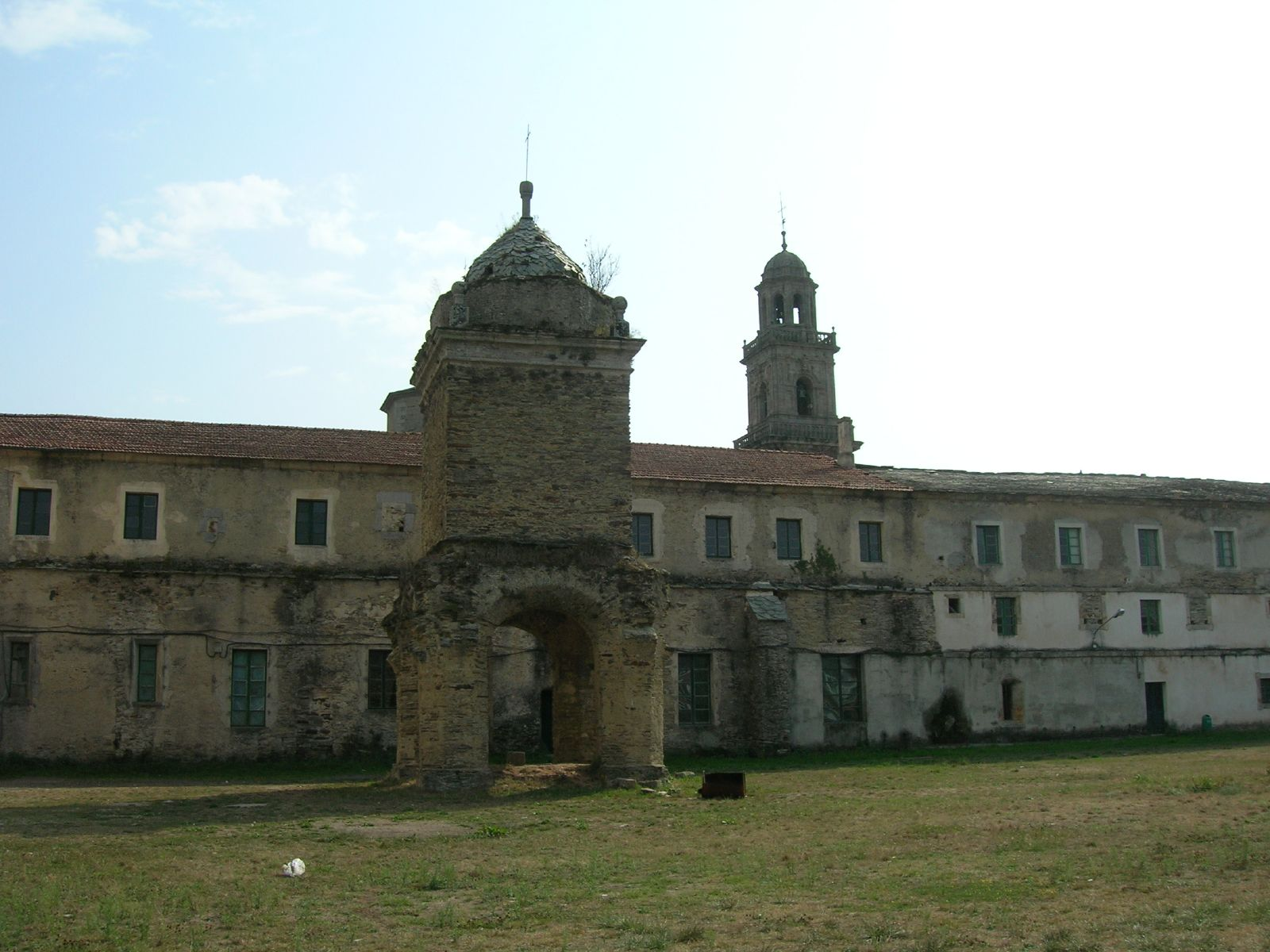
Palomar detrás del Monasterio de Lorenzana.
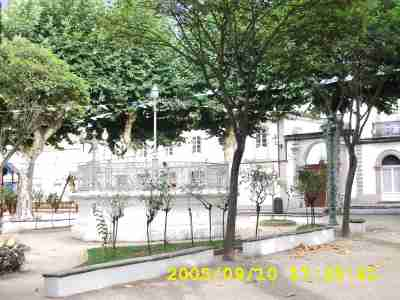
Templete de música en el parque de Villanueva de Lorenzana.
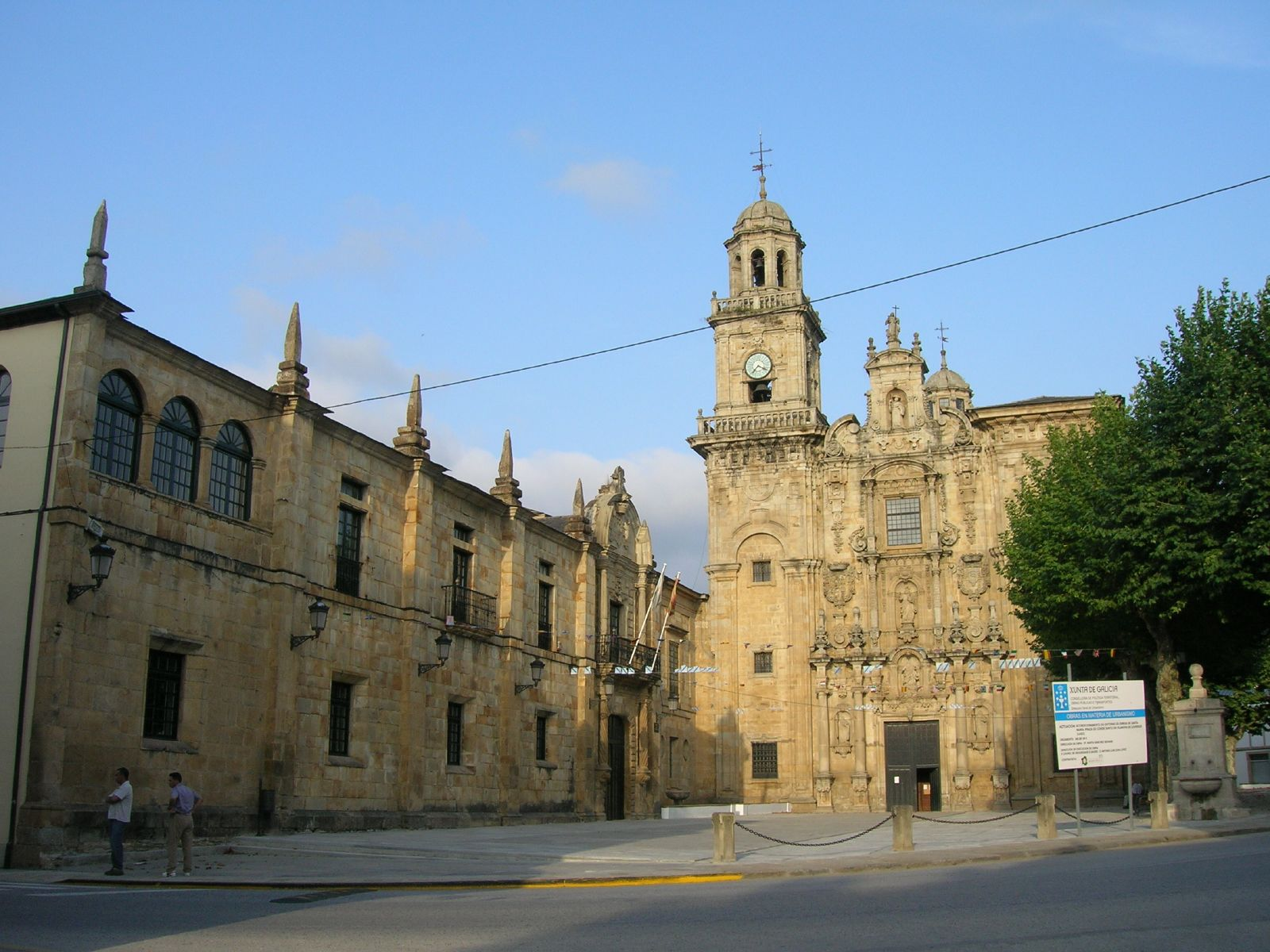
Monasterio de San Salvador.